# Brachycorythis tenuior
Brachycorythis tenuior är en orkidéart som beskrevs av Heinrich Gustav Reichenbach. Brachycorythis tenuior ingår i släktet Brachycorythis och familjen orkidéer. Inga underarter finns listade i Catalogue of Life.